# Orelhas de Štramberk
Orelhas de Štramberk (em checo: Štramberské uši)  é uma especialidade de padaria em forma de corneto, tradicionalmente fabricada na cidade de Štramberk e os seus arredores imediatos. A marca comercial Orelhas de Štramberk, desde 2000, pode ser utilizada só para os produtos fabricados na zona da cidade de Štramberk. Em 2006, na cidade havia oito produtores licenciados. Desde 2007, as Orelhas de Štramberk são o primeiro género alimentício ao qual a União Europeia confere a protecção das indicações geográficas e denominações de origem no procedimento normal.

## A lenda sobre a origem
Segundo a lenda, a origem desta bolacha está associada à campanha dos tártaros em 1241, quando um destacamento do exército tártaro cercou o castelo de Štramberk. Conforme a lenda, os habitantes, após um violento temporal, drenaram o lago e inundaram o acampamento. Dizem, que nesse sítio, foram depois encontrados sacos com as orelhas humanas, cortadas pelos tártaros aos cristãos. Em memória deste acontecimento, começaram fabricar-se as Orelhas de Štramberk.